# Belisana rollofoliolata
Belisana rollofoliolata là một loài nhện trong họ Pholcidae. Loài này được phát hiện ở Trung Quốc.